# Dietmar Kerschbaum

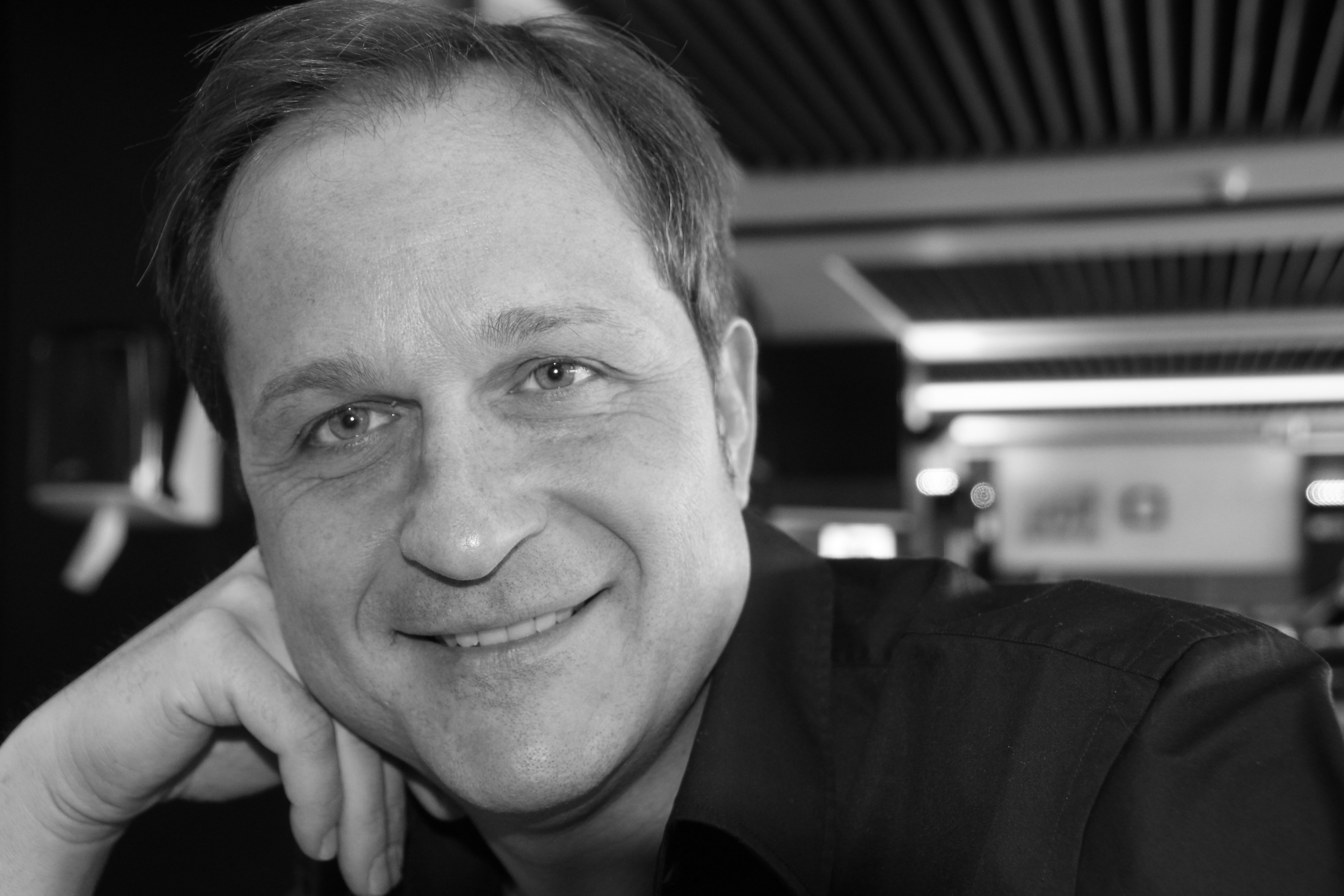
Dietmar Kerschbaum, 2014

Dietmar Kerschbaum (* 29. Juli 1970 in Güssing, Burgenland) ist ein österreichischer Kultur- und Musikmanager und Interpret des deutschen Opern- und Konzertfachs. Er war Intendant des Brucknerhauses Linz.

## Leben
Kerschbaum studierte von 1984 bis 1989 Trompete an der Universität für Musik und darstellende Kunst Graz. Danach absolvierte er ein Schauspielstudium von 1990 bis 1993 am Prayner Konservatorium in Wien und gleichzeitig Gesang von 1993 bis 1998 an der Universität für Musik und darstellende Kunst Wien bei Walter Berry. 1998 schloss Dietmar Kerschbaum sein Diplomstudium mit Auszeichnung ab.
Erste Engagements führten ihn als Ensemblemitglied an die Deutsche Oper am Rhein in Düsseldorf, sowie an die Staatsoper Unter den Linden in Berlin, wo er unter anderem in den Rollen des David (Die Meistersinger von Nürnberg), Tanzmeister (Ariadne auf Naxos), Tamino, Monostatos (Die Zauberflöte), Steuermann (Der fliegende Holländer), Don Basilio (Le nozze di Figaro) und Jaquino (Fidelio) zu sehen war. Sein Debüt an der Wiener Volksoper gab er als jüngster Eisenstein (Die Fledermaus) in der Geschichte des Hauses. Es folgten die Titelpartien in Leoš Janáčeks Die Ausflüge des Herrn Brouček und Wilhelm Kienzls Der Evangelimann.
Bei den Salzburger Festspielen debütierte er 2003 in der Rolle des Pedrillo in Stefan Herheims Neuproduktion von Mozarts Die Entführung aus dem Serail. Eine weitere Einladung nach Salzburg folgte als Monostatos unter dem Dirigat von Riccardo Muti in der Zauberflöte. In der gleichen Rolle feierte er sein Debüt an der Metropolitan Opera in New York.
Darüber hinaus führten ihn Konzerttätigkeiten u. a. an die Suntory Hall Tokio, ins Auditório der Fundação Calouste Gulbenkian in Lissabon oder die Avery Fisher Hall New York, wo er unter Kurt Masur in Bachs Matthäuspassion auftrat. Regelmäßige Zusammenarbeit verbindet ihn außerdem mit dem Wiener Konzerthaus und dem Wiener Musikverein, wo er zuletzt Eine florentinische Tragödie von Alexander Zemlinsky und das Tagebuch eines Verschollenen von Leoš Janáček interpretierte.
Neben seiner Opernkarriere gründete er 2002 den jOPERA jennersdorf festivalsommer, dessen Intendant er bis 2020 war. Er inszenierte dort unter anderem Mozarts Die Entführung aus dem Serail und übernahm die Rollen des Max in Carl Maria von Webers Der Freischütz sowie der Hexe in Engelbert Humperdincks Hänsel und Gretel.
Im Dezember 2017 wurde er künstlerischer Vorstandsdirektor des Brucknerhauses in Linz. Im Juli 2024 wurde er nach Vorwürfen finanzieller Vorteilsnahme unter anderem bei Insichgeschäften entlassen. Im April 2025 wurde Norbert Trawöger als Nachfolger von Kerschbaum zum künstlerischen Leiter der Linzer Veranstaltungsgesellschaft (LIVA) bestellt.

## Tätigkeit als internationaler Musikmanager und Intendant
- 2002 Gründer und Intendant des internationalen Festivals „jOPERA jennersdorf festivalsommer“ (mit jährlich 50 Veranstaltungen in den Bereichen Oper, Kinderoper, Konzert und Bildender Kunst)
- 2009–2013 Gründer und Intendant des internationalen Festivals „treartes-KultTour im Dreiländerland“ Österreich-Slowenien-Ungarn
- 2010–2012 Künstlerischer Leiter – Sparte Gesang der „Internationalen Sommerakademie PragWienBudapest“, veranstaltet in Kooperation mit der „Internationalen Sommerakademie der mdw – Universität für Musik und darstellende Kunst Wien“
- 2017–2024 Intendant des Brucknerhauses Linz, Künstlerischer Vorstand von Brucknerhaus Linz, Kinderkulturzentrum Kuddelmuddel, Posthof, TipsArena & Sportparks Linz
- seit 2017 Vorstand des Internationalen Kultur- und Wirtschaftsforum Linz.

## Tätigkeit als Opernsänger
- 1996–1998 Gastengagements an der Wiener Kammeroper sowie bei „Mozart in Schönbrunn“
- 1999 Debüt an der Wiener Volksoper als Eisenstein („Die Fledermaus“)
- 1999–2002 Ensemblemitglied der Deutschen Oper am Rhein in Düsseldorf
- 2002–2004 Ensemblemitglied der Staatsoper Unter den Linden in Berlin
- 2003–2006 Engagement bei den Salzburger Festspielen als Pedrillo („Die Entführung aus dem Serail“)
- 2007/2008 Debüt an der Metropolitan Opera in New York
- 2008 Debüt in der Avery Fisher Hall in Bachs „Matthäus-Passion“ mit den New Yorker Philharmonikern unter Kurt Masur
- 2008 Engagement bei den Salzburger Festspielen in „Die Zauberflöte“ unter dem Dirigat von Riccardo Muti

## Tätigkeit als Regisseur
- 2011 Inszenierung von Mozarts „Die Entführung aus dem Serail“ im Rahmen des „jOPERA jennersdorf festivalsommers“

## Auszeichnungen
- 1999 1. Preisträger beim Belvedere Wettbewerb in Wien[6]
- 2013 Großes Ehrenzeichen des Landes Burgenland[7]